# Miniopterus petersoni
Miniopterus petersoni é uma espécie de morcego da família Miniopteridae. Endêmica de Madagascar.